# Moara Crăcucenilor din Ponoarele
Moara Crăcucenilor din Ponoarele este o moară de lemn cu ciutură, monument istoric din secolul al XIX-lea aflat pe teritoriul satului Ponoarele, județul Mehedinți.